# Павловский, Николай Иванович (биатлонист)
Николай Иванович Павловский (род. 1928) — советский лыжник и биатлонист, участник чемпионата мира по биатлону 1961 года, чемпион СССР по лыжному спорту в гонке патрулей (1956). Мастер спорта СССР по лыжному спорту (1955).

## Биография
Представлял спортивное общество «Динамо» и город Свердловск. Неоднократный победитель и призёр всесоюзных первенств ЦСО «Динамо».
Становился чемпионом (1956) и серебряным призёром (1955) чемпионатов СССР по лыжным гонкам в соревнованиях военных патрулей, которые были неофициальными предшественниками биатлона.
С сезона 1957/58 занимался биатлоном. В январе 1958 года стал бронзовым призёром контрольного старта в Яхроме. В декабре 1959 года стал вторым призёром международной матчевой встречи в Уктусских горах под Свердловском (с участием представителей спортивных обществ СССР и спортсменов ГДР) в индивидуальной гонке, уступив Дмитрию Соколову. В январе 1961 года стал серебряным призёром международных соревнований в Кавголово в индивидуальной гонке, показав при этом лучшее время лыжного хода.
В феврале 1961 года принял участие в чемпионате мира в Умео. В индивидуальной гонке финишировал 12-м и занял последнее, четвёртое место среди спортсменов из СССР, тем самым не квалифицировался в командный зачёт.
В 1963 году был участником всесоюзной зимней Спартакиады общества «Динамо», проходившей в Свердловске.
Дальнейшая судьба не известна.